# Kikuiu
El kikuiu (Gĩkũyũ, pronunciat ɣēkōjó), també anomenat kikuyu o gikuyu, és una llengua de la família bantu parlada principalment pel poble gĩkũyũ de Kenya. Amb un total de 6 milions de persones (22% de la població de Kenya), són el grup ètnic més gran de Kenya. El giküyü es parla a l'àrea entre Nyeri i Nairobi. El kikuiu és una de les cinc llengües parlades pel subgrup Thagichu entre les llengües bantus, que s'estenen des de Kenya fins a Tanzània. El poble kikuiu generalment identifica les seves terres per les cadenes de muntanya a Kenya central, que ells anomenen Kîrînyaga.
El kikuiu té quatre dialectes mútuament intel·ligibles. Els districties de la Província Central estan dividits entre les fronteres tradicionals d'aquests dialectes, que són Kîrînyaga, Mûranga [Maragua], Nyeri i Kiambu. El kikuiu de Kîrînyaga està compost per dos subdialectes principals, el ndia i gichũgũ que parlen el dialecte kĩ-ndia i gĩ-gĩcũgũ. Els gĩcũgũs i els ndias 
no tenen els sons "tx" o "ix", i usen en canvi el so "s", de manera que pronuncien "Gĩcũgũ" en comptes de "Gitxũgũ". El ndia es pot sentir parlat a Kerugoya, la ciutat més gran de Kîrînyaga. Altres poblacions que acullen el ndia, on es parlen formes més pures del dialecte, es poden trobar en les arèes productores de te de Kagumo, i els càlids turons de Kangaita. Més avall, als pendents, hi ha Kutus, que és una ciutat bulliciosa i polsosa amb massa influències d'altres dialectes per a poder diferenciar-los.
La cantarella inconfusible del dialecte kikuiu (que sona com la llengua embu, una llengua germana al kikuiu) es pot sentir a les àrees productores de cafè de Kianyaga, Gĩthũre, Kathũngũri i Marigiti. Els kikuius canvien fàcilment als altres dialectes kikuiu més senzills quan conversen amb la resta de kikuius. El districte electoral de Mwea, que és part del districte de Kirinyaga, és una amalgama de kikuius, principalment de Kirinyaga, radicats allà des de mitjans fins al final de la dècada del 1960, just després de la independència. Són kikuius desplaçats de les seves terres que els havien pres els colonialistes.

## Fonologia
Els símbols que es mostren entre parèntesis són els que es fan servir en l'ortografia.

### Vocals
|             | Anterior | Central | Posterior |
| ----------- | -------- | ------- | --------- |
| Tancada     | i        |         | u         |
| Semitancada | e (ĩ)    |         | o (ũ)     |
| Semioberta  | ɛ (e)    |         | ɔ (o)     |
| Oberta      |          | a       |           |

### Consonants
|            |                 | Bilabial | Dental/ Alveolar | Palatal  | Velar   | Glotal |
| ---------- | --------------- | -------- | ---------------- | -------- | ------- | ------ |
| Plosiva    | Sorda           |          | t (t)            |          | k (k)   |        |
| Plosiva    | sonora prenasal | ᵐb (mb)  | ⁿd (nd)          |          | ᵑɡ (ng) |        |
| Africada   | Africada        |          |                  | ᶮdʒ (nj) |         |        |
| Nasal      | Nasal           | m (m)    | n (n)            | ɲ (ny)   | ŋ (ng') |        |
| Fricativa  | Sorda           |          |                  | ʃ (c)    |         | h (h)  |
| Fricativa  | Sonora          | β (b)    | ð (th)           |          | ɣ (g)   |        |
| Líquida    | Líquida         |          | ɾ (r)            |          |         |        |
| Aproximant | Aproximant      |          |                  | j (y)    | w (w)   |        |

Els sons nasals indicats per les lletres elevades sovint no es pronuncien, de manera que /ⁿd/ se sent com [d], etc.

### Tons
El kikuiu té dos nivells de tons (alt i baix), un to baix-alt creixent, i una baixada fonètica.

## Gramàtica
L'ordre canònic de les paraules del kikuiu és SVO (subjecte-verb-objecte). Usa preposicions més que posposicions, i els adjectius segueixen els substantius.

## Oracions simples
| Català              | Gĩkũyũ              |
| ------------------- | ------------------- |
| Hola                | Ũhoro waku          |
| Dona'm aigua        | He maĩ              |
| Com estàs?          | Ûrĩ mwega?          |
| Tinc gana           | Ndĩ mũhũtu          |
| Ajuda'm             | Ndeithia            |
| Em trobo bé         | Ndĩ mwega           |
| Ets un amic?        | Wĩ mũrata?          |
| Adéu, sigues beneït | Tĩgwo na wega.      |
| T'estimo            | Nĩngwendete.        |
| Vine aquí           | Ũka haha            |
| Et trucaré          | Nĩngũkũhũrĩra thimû |

Es mostra l'alfabet complet en una taula Arxivat 2020-06-09 a Wayback Machine. en llengua francesa aquí.

## Literatura
Hi ha una literatura important escrita en llengua kikuiu. Per exemple, l'obra de Ngũgĩ wa Thiong'o Mũrogi wa Kagogo (Mag del corb) és el llibre més llarg escrit en una llengua subsahariana. Mwangi wa Mûtahi, Gatua wa Mbûgwa i Waithĩra wa Mbuthia són altres autors que usen el kikuiu. Mbuthia ha publicat diversos treballs en gèneres diferents, assajos, poesia, històries per a nens i traduccions en llengua kikuiu. El difunt Wahome Mûtahi també va escriure part de la seva literatura en gikuyu.